# Tankhead
Линвуд Уолкер-третий (англ. Lynwood III walker; более известный под своим сценическим псевдонимом Tankhead, раньше Tankhead666) — американский рэпер, бывший участник хип-хоп коллектива Members Only. Был одним из телохранителей XXXTENTACION, прежде чем Онфрой вдохновил его серьёзно заняться рэпом.

## Музыкальная карьера
Его первая песня «You Are Not Vool» при участии Kid Trunks, спродюсированная Bass Santana, была выложена на онлайн-платформу SoundCloud в 2017 году.
26 января 2019 Линвуд выпустил мини-альбом Triple Threat. Он включает в себя 6 треков.
12 июня 2019 выходит песня американских рэперов XXXTentacion и Craig Xen «Run It Back!». На треке присутствует голос Линвуда. Он также снимался в видеоклипе на песню, вышедшем 30 июля 2019.
31 октября 2019 TankHead выпускает микстейп Halloween. Он состоит из 7 треков.

## Проблемы с законом
25 ноября 2019 Линвуд Уолкер-третий был задержан за домашнее насилие, нападение и противоправное удержание в неволе.
11 февраля 2020 он был арестован в штате Флорида по подозрению в убийстве второй степени. Жертвой стрельбы, произошедшей около популярного гастропаба «KUSH» в районе Уинвуд, Майами, штат Флорида, стал Хосе Тримэйн Хосе, бывший футболист, менеджер TankHead и телохранитель Wifisfuneral. Стрельба последовала после конфликта двух людей. После убийства Линвуд пытался сбежать в другой штат, но детективы арестовали его на границе Флориды и доставили обратно в округ Майами-Дейд для проведения дальнейших разбирательств. Хосе также имел проблемы с законом — в 2010 году он был арестован по обвинению в нападении при отягчающих обстоятельствах и сокрытии факта владения огнестрельным оружием.

## Дискография
Мини-альбомы
| Название      | Детали                                                             | Примечание |
| ------------- | ------------------------------------------------------------------ | --- |
| Triple Threat | - Релиз: 26 января 2019 - Лейбл: Вне лейбла - Формат: ЦД, стриминг | \| № \| Название \| Длительность \| \| -- \| ---------------------------- \| ------------ \| \| 1. \| «Triple Threat Intro» \| 1:43 \| \| 2. \| «Big Dawg Status» \| 1:51 \| \| 3. \| «56 (при уч. ratchet roach)» \| 2:45 \| \| 4. \| «Litt» \| 2:25 \| \| 5. \| «My Life» \| 2:15 \| \| 6. \| «On Fire» \| 2:39 \| |
| №             | Название                                                           | Длительность |
| 1.            | «Triple Threat Intro»                                              | 1:43 |
| 2.            | «Big Dawg Status»                                                  | 1:51 |
| 3.            | «56 (при уч. ratchet roach)»                                       | 2:45 |
| 4.            | «Litt»                                                             | 2:25 |
| 5.            | «My Life»                                                          | 2:15 |
| 6.            | «On Fire»                                                          | 2:39 |

Микстейпы
| Название  | Детали                                                              | Примечание |
| --------- | ------------------------------------------------------------------- | --- |
| Halloween | - Релиз: 31 октября 2019 - Лейбл: Вне лейбла - Формат: ЦД, стриминг | \| № \| Название \| Длительность \| \| -- \| ---------------------------------- \| ------------ \| \| 1. \| «Micheal Myers» \| 2:30 \| \| 2. \| «Smash Bros» \| 1:42 \| \| 3. \| «Blifford the Big Red Dawg» \| 2:06 \| \| 4. \| «Demon cry» \| 3:00 \| \| 5. \| «Suwoop» \| 1:58 \| \| 6. \| «Bag on his head» \| 2:52 \| \| 7. \| «Memoirs of a demon» \| 2:13 \| \| 8. \| «Pull up!? (при уч. Wifisfuneral)» \| 4:17 \| |
| Panzer    | Будет объявлено позже                                               | Будет объявлено позже |
| №         | Название                                                            | Длительность |
| 1.        | «Micheal Myers»                                                     | 2:30 |
| 2.        | «Smash Bros»                                                        | 1:42 |
| 3.        | «Blifford the Big Red Dawg»                                         | 2:06 |
| 4.        | «Demon cry»                                                         | 3:00 |
| 5.        | «Suwoop»                                                            | 1:58 |
| 6.        | «Bag on his head»                                                   | 2:52 |
| 7.        | «Memoirs of a demon»                                                | 2:13 |
| 8.        | «Pull up!? (при уч. Wifisfuneral)»                                  | 4:17 |

Синглы
| Год  | Название              | Альбом              |
| ---- | --------------------- | ------------------- |
| 2017 | «You are not Vool»    | Внеальбомные синглы |
| 2017 | «999»                 | Внеальбомные синглы |
| 2017 | «DemonMode»           | Внеальбомные синглы |
| 2018 | «My Nephew»           | Внеальбомные синглы |
| 2018 | «Lauderhill has eyes» | Внеальбомные синглы |
| 2018 | «Drip»                | Внеальбомные синглы |
| 2019 | «Kontrol»             | Внеальбомные синглы |
| 2019 | «Chasin’»             | Внеальбомные синглы |
| 2020 | «Memoirs of a Demon»  | Внеальбомные синглы |
| 2020 | «Kodename»            | Внеальбомные синглы |